# Butterworth, Penang
Butterworth nằm trong Huyện Bắc Seberang Perai là thị trấn lớn nhất ở Seberang Perai, nửa đất liền của bang Penang của Malaysia. Nó nằm khoảng 3 km (1,9 mi) về phía đông của George Town, thủ phủ của Penang, qua eo biển Penang. Tính đến  năm 2010, Butterworth contained a total of 71,643 residents.
Butterworth được đặt tên theo William John Butterworth, một Thống đốc của các khu định cư eo biển vào giữa thế kỷ 19. Thị trấn đã trở thành một trung tâm giao thông, do gần với George Town. Trong khi Công ty Đông Ấn Anh đầu tiên thu được Seberang Perai (sau đó đặt tên là tỉnh Wellesley) cho các mục đích nông nghiệp, Butterworth cũng chứng kiến sự công nghiệp hóa lớn trong nửa sau của thế kỷ 20. Năm 1974, Cảng Penang được di dời vào thị trấn.
Hiện tại, Rapid Ferry là tuyến giao thông chính giữa Butterworth và George Town. Cảng Penang đã xử lý 1,52 triệu TEU hàng hóa vào năm 2017, khiến đây trở thành một trong những cảng biển nhộn nhịp nhất Malaysia. Ngoài ra, ga xe lửa Butterworth, nằm cạnh bến phà của thị trấn, là một ga đường sắt Malayan chính, với các dịch vụ tàu được điều hành bởi cả Đường sắt Malayan và Đường sắt Quốc gia Thái Lan.
Butterworth cũng là nơi có RMAF Butterworth, một cơ sở do Anh xây dựng, hiện đang hoạt động như một căn cứ không quân Hoàng gia lớn của Malaysia.

## Tên gọi
Thị trấn Butterworth được đặt tên theo William John Butterworth, người đã trở thành Thống đốc của các khu định cư eo biển giữa năm 1843 và 1855.

## Lịch sử
| Một phần của               | Giai đoạn            |
| -------------------------- | -------------------- |
| Kedah Sultanate            | 1136–1821            |
| Siam                       | 1821–1831            |
| British East India Company | 1831–1867            |
| Straits Settlements        | 1831–1941; 1945–1946 |
| Empire of Japan            | 1941–1945            |
| Malayan Union              | 1946–1948            |
| Federation of Malaya       | 1948–1963            |
| Malaysia                   | 1963–Present         |

Một làng chài có tên Bagan đã tồn tại trước khi công ty Đông Ấn Anh mua lại khu vực này. Thị trấn Butterworth chỉ xuất hiện vào giữa thế kỷ 19 và được đặt tên đồng thời sau khi Thống đốc của Straits Settlements, William John Butterworth.
Butterworth được phát triển như là một đối tác đại lục với trung tâm nhộn nhịp của George Town trên đảo Penang, ngay bên kia Eo biển Penang. Butterworth được phát triển như là một đối tác đại lục với trung tâm nhộn nhịp của George Town trên đảo Penang, ngay bên kia Eo biển Penang. Đến năm 1900, một tuyến đường sắt non trẻ chạy theo chiều dài của Malaya của Anh đã được mở rộng đến Butterworth. Những phát triển này cho phép tin được vận chuyển hiệu quả hơn đến Butterworth, hoạt động như một điểm trung chuyển, theo đó thiếc sẽ được chuyển đến George Town để nấu chảy và xuất khẩu.
Cùng với phần còn lại của Penang, Butterworth bị Nhật chiếm đóng từ tháng 12 năm 1941 đến tháng 9 năm 1945. Trong những ngày đầu Nhật xâm lược Malaya, Không quân Hoàng gia và Không quân Hoàng gia Úc đóng quân tại RAF Butterworth đấu tranh chống lại Nhật Bản cuộc không kích trên Penang và bị thương nặng. Các đơn vị Đồng minh này phải rút về phía nam trước ngày 15 tháng 12, trong khi RAF Butterworth bị quân đội Hoàng gia Nhật 25 bắt giữ vào ngày 20 tháng 12.
Sau sự độc lập của Malaya vào năm 1957, là một phần trong nỗ lực ủng hộ các ngành công nghiệp thay thế nhập khẩu vào những năm 1960, chính phủ bang Penang do Liên minh dẫn đầu, do Bộ trưởng Bộ trưởng Wong Pow Nee đứng đầu, đã phát triển Mak Mandin là khu công nghiệp đầu tiên ở Penang. Khu công nghiệp Mak Mandin được thành lập vào năm 1961. Năm 1974, Cảng Penang được di chuyển từ George Town đến Butterworth, thúc đẩy mạnh mẽ nền kinh tế của thị trấn.